# Lago Yessey
El lago Yessey (translitera del ruso: Ессей) es un gran lago de agua dulce en el territorio Krai de Krasnoyarsk. Situado en el círculo polar ártico, en el distrito Evenkiysky. Tiene 238 km² y su profundidad máxima es de 13 m y en la orilla del lago se encuentra la ciudad del mismo nombre.

## Geografía
El lago Yessey se encuentra en una cuenca y tiene una forma ovalada. El lago lo surten cinco ríos. El agua de la superficie está cubierta de hielo de octubre a junio.
Es rico en peces y en los alrededores es habitada por ciervos, osos y zorros.
En el siglo XVII los alrededores del lago fueron habitados por la tribu de los Tungus Vanyady, que desapareció de estos lugares en el siglo XVIII.
- Datos: Q1688208
- Multimedia: Lake Yessey / Q1688208